# Rackengruppen
Rackengruppen war eine Künstlerkolonie Anfang des 20. Jahrhunderts in der schwedischen Provinz Värmland, benannt nach dem See Racken nördlich der Stadt Arvika.
Rackengruppen war ein Freundeskreis von Künstlern, die sich am See Racken niederließen. Zentralgestalt war Gustaf Fjæstad, der 1898 mit seiner späteren Frau Maja nach Taserud zog und dort die Ateliervilla des Bildhauers Christian Eriksson mietete, der nach Stockholm gezogen war. Bald darauf folgten Björn Ahlgrensson mit seiner Frau Elsa, die sich in Perserud niederließen, und etwas später dessen Schwager, der Maler Fritz Lindström. Auch die Schwestern Fjæstads zogen nach Arvika und gründeten ein Webatelier und den ersten Kunsthandwerksladen Schwedens. Diesen Malern schlossen sich lokale Künstler wie Alfred Ekstam, Thure Ander und Bror Lindh an, die gemeinsam den Kern der Künstlerkolonie bildeten. Die Kolonie löste sich in der Zwischenkriegszeit langsam auf, und der Tod des letzten Malers am See, Fritz Lindström, 1962 setzte den endgültigen Punkt.
Gemeinsam war der Gruppe eine nationalromantische Sehnsucht nach Natur und ländlichem Volkstum, das sich in der Thematik ihrer Kunst widerspiegelt. Die Gruppe hatte kein gemeinsames Programm. Doch deren Landschafts~ und Genrebilder, oft im Dämmerlicht, zeigen postimpressionistische Einflüsse, vor allem des Synthetismus.
Zum Andenken an die Künstlerkolonie Rackengruppen wurde in den 1980er Jahren das Rackstadmuseum in Arvika gegründet.